# Procaimanoidea
Procaimanoidea — вимерлий рід алігаторових з еоцену Північної Америки. Його назвав посмертно в 1946 році Чарльз В. Гілмор; типовим видом є P. utahensis, з Уінтану (середній еоцен) штату Юта. Він базується на USNM 15996, майже повному черепі та частково лівій задній нозі. Другий вид, P. kayi, був названий у 1941 році C.C. Mook як вид Hassiacosuchus, для залишків з Бриджіану (ранній еоцен) Вайомінгу. Він був повторно призначений Procaimanoidea в 1967 році Вассерсугом і Хехтом.

## Опис
Procaimanoidea був маленьким алігаторидом, останні чотири зуби з обох боків щелеп мали тупі кінці.